# Ihr könnt euch niemals sicher sein
Ihr könnt euch niemals sicher sein ist ein deutscher Fernsehfilm aus dem Jahre 2008. Der Film wurde vom WDR produziert. International wird der Film auch unter dem Alternativtitel Outta Control gezeigt.

## Handlung
Aus beruflichen Gründen zieht Thomas Rother mit seiner Familie in eine neue Stadt. Sein Sohn Oliver muss sich in einem neuen Gymnasium zurechtfinden. Der 17-jährige Junge ist sehr verschlossen und drückt sich vor allem durch seine Hip-Hop-Texte aus. Damit stößt er bei seiner neuen Deutschlehrerin Selma Vollrath auf Unverständnis. Für seinen Aufsatz über Goethes Die Leiden des jungen Werther erhält er aufgrund seines Hip-Hop-Stils eine Sechs. Im Streit mit der Lehrerin über seine Arbeit verlässt er die Schulstunde und verliert dabei einen seiner Raptexte. Der drastische Song ist eine Gewaltfantasie, bei der sein Hass auf die Lehrerin Vollrath in der Ermordung gipfelt. Selma Vollrath ist entsetzt und leitet den Text an den Schuldirektor weiter. Als der Schulleiter die Polizei einschaltet, wird Oliver verhaftet.
Bei einer Hausdurchsuchung stellt Hauptkommissar Weigel den Computer des Jungen sicher und findet dort ein indiziertes Gewalt-Videospiel. Die Polizei befürchtet einen Amoklauf des Jungen, kann ihn aber nicht länger festhalten. Sie möchte ihn zu einer Untersuchung in eine psychiatrische Klinik einweisen. Olivers Eltern stimmen dem schließlich zu. Während der Untersuchung in der geschlossenen Anstalt lernt Oliver die Borderlinerin Katja kennen. Die Anstaltsärztin kann keine Gefahr erkennen, die von dem Jungen ausgehen könnte. Oliver kommt wieder frei und kehrt zurück in die Schule. Doch die Umgebung ist ihm jetzt nur noch feindlicher gesinnt. Oliver findet einzig bei seinem Freund Micha Halt. Der Deutschrusse ist ebenso wie Oliver ein Rapper. Hoffnung erfährt er durch seine Mitschülerin Charlotte Stollberg, die sich in Oliver verliebt. Die Romanze wird jedoch von Charlottes Vater Max zerstört. Charlotte muss in ein Internat. Als schließlich Katja, die Bekanntschaft aus der geschlossenen Anstalt, auftaucht, eskaliert die Situation. Katja möchte Oliver ihre Liebe beweisen, indem sie die Mordfantasien des Jungen in die Tat umsetzt. Sie dringt in die Schule ein und sticht auf Lehrerin Vollrath ein. Oliver kann die gefährliche Situation retten und überwältigt Katja.

## Hintergrund
Der Film wurde im Februar 2008 in der Umgebung von Köln gedreht. Am 25. Juni 2008 wurde er beim Filmfest München uraufgeführt und am 22. Oktober 2008 erstmals im ersten Programm der ARD ausgestrahlt.

## Kritiken
„Drama vor dem Hintergrund von Jugend- und Schulgewalt, das nachvollziehbar beschreibt, wie sich eine zunächst harmlose Situation durch Kommunikationsverlust und Missverständnisse gefährlich hochschaukelt.“

## Auszeichnungen
Der Film gewann im Rahmen des Fernsehfilm-Festivals Baden-Baden 2008 den 3sat-Zuschauerpreis, Sonderpreise für das beste Drehbuch und den besten Hauptdarsteller (Ludwig Trepte) sowie den Preis der studentischen Jury. Weiter gewann er den Förderpreis der DEFA-Stiftung beim Internationalen Filmfestival für Kinder und junges Publikum Schlingel 2008 in Chemnitz.
Bei der FIPA (Festival International de Programmes Audiovisuels) in Biarritz 2009 gewann er den Hauptpreis in der Sektion Fiction, die FIPA D´OR, sowie den Preis für das Beste Drehbuch. Weiter gewann er den österreichischen Fernsehpreis Romy für den besten Film des Jahres.
Eva Zahn und Volker A. Zahn (Buch), Nicole Weegmann (Regie) und Ludwig Trepte (Hauptdarstellung) wurden mit dem Adolf-Grimme-Preis 2009 ausgezeichnet.
Auf dem Festival des deutschen Films 2009 in Ludwigshafen gewann Ihr könnt euch niemals sicher sein den Publikumspreis. Für den Deutschen Fernsehpreis 2009 war der Film in den Kategorien Bester Fernsehfilm und Beste Regie nominiert.